# Ortafà
Ortafà ([urtə'fa], en francès Ortaffa), o Hortafà, forma tradicional etimològica emprada en alguns àmbits, és el poble cap del municipi del mateix nom, de 1.245 habitants, de la comarca del Rosselló, a la Catalunya del Nord.
Està situat al sud de Perpinyà i a l'oest d'Elna, a la zona sud-oriental del centre de la comarca. Ès a la subcomarca de la Plana d'Elna, en la plana existent entre les conques del Reart i del Tec.

## Etimologia
Escrit tradicionalment Hortafà en l'àmbit acadèmic català, els darrers treballs toponímics endegats per la Universitat de Pêrpinyà i els estudiosos locals han fixat la grafia d'aquest topònim sense hac inicial: Ortafà. Es tracta d'un derivat del mot llatí comú hortus, cosa admesa per tots els estudiosos, però mentre que Becat defensa la grafia del topònim sense hac inicial, Joan Coromines el defensa amb hac.
Una altra teoria és que vindria del basc lurte 'esllavissada, allau de pedres, ensulsiada, corrents d'arrossegalls'
Apareix el 913 com a Ortufan, Ortafan el 1028 (Repertori toponímic de Pere Ponsich, 46, 1980).

## Geografia

### Localització i característiques generals del terme
El terme d'Ortafà, d'una extensió de 84.900 hectàrees, està situat a la vora esquerra del Tec, llevat d'una petita franja a la dreta d'aquest riu. És dels termes amb relleu menys pla, a causa de la seva situació en els baixos Aspres i a la vall del Tet. El punt més elevat del terme és el Puig Messeguer, de 85 metres d'altitud, les elevacions properes al Puig del Toro, al límit amb Elna, el Serrat Gros i la Serra d'Ortafà, poc acusada respecte de la plana on es troba.
Ortafà té un sol termenal de caràcter natural: al sud-oest, amb Brullà, ja que el torrent de la Partió -nom molt adequat, el d'aquest torrent- separa els dos termes.
Termes municipals limítrofs:
| Bages de Rosselló |                        | Elna            |
| Brullà            |                        | Elna            |
| Brullà            | Sant Genís de Fontanes | Palau del Vidre |

### El nucli d'Ortafà

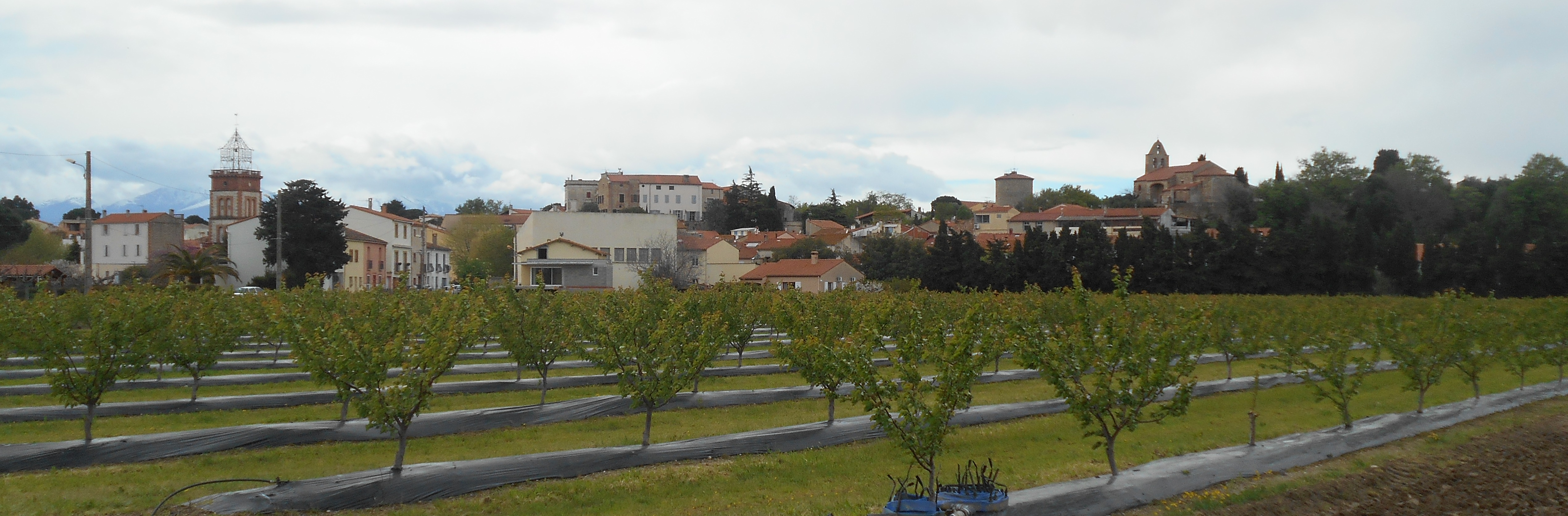
Vista general des del sud-est; a l'esquerra, la Torre Eiffel, al centre, el Castell i a la dreta, l'església parroquial

El poble d'Ortafà es va formar a l'entorn dels turons on hi ha el castell, l'església parroquial de Santa Eugènia, romànica i la Torreta, antiga torre de guaita. Al pla es va desenvolupar la major part del poble, que modernament s'organitzà a l'entorn del campanar civil, conegut com la Tour Eiffel d'Ortafà. Al voltant del castell es formà el barri que encara és conegut com el Castell.
El creixement contemporani d'Ortafà, com el de la majoria de pobles rossellonesos, s'ha fet a través de la creació d'urbanitzacions de cases unifamiliars amb jardí. A Ortafà es troben les dels Baixos, les Costes d'en David, el Farratjal, l'Oliveda, el Pedreguer de la Creu i el Pedreguer Llarg.

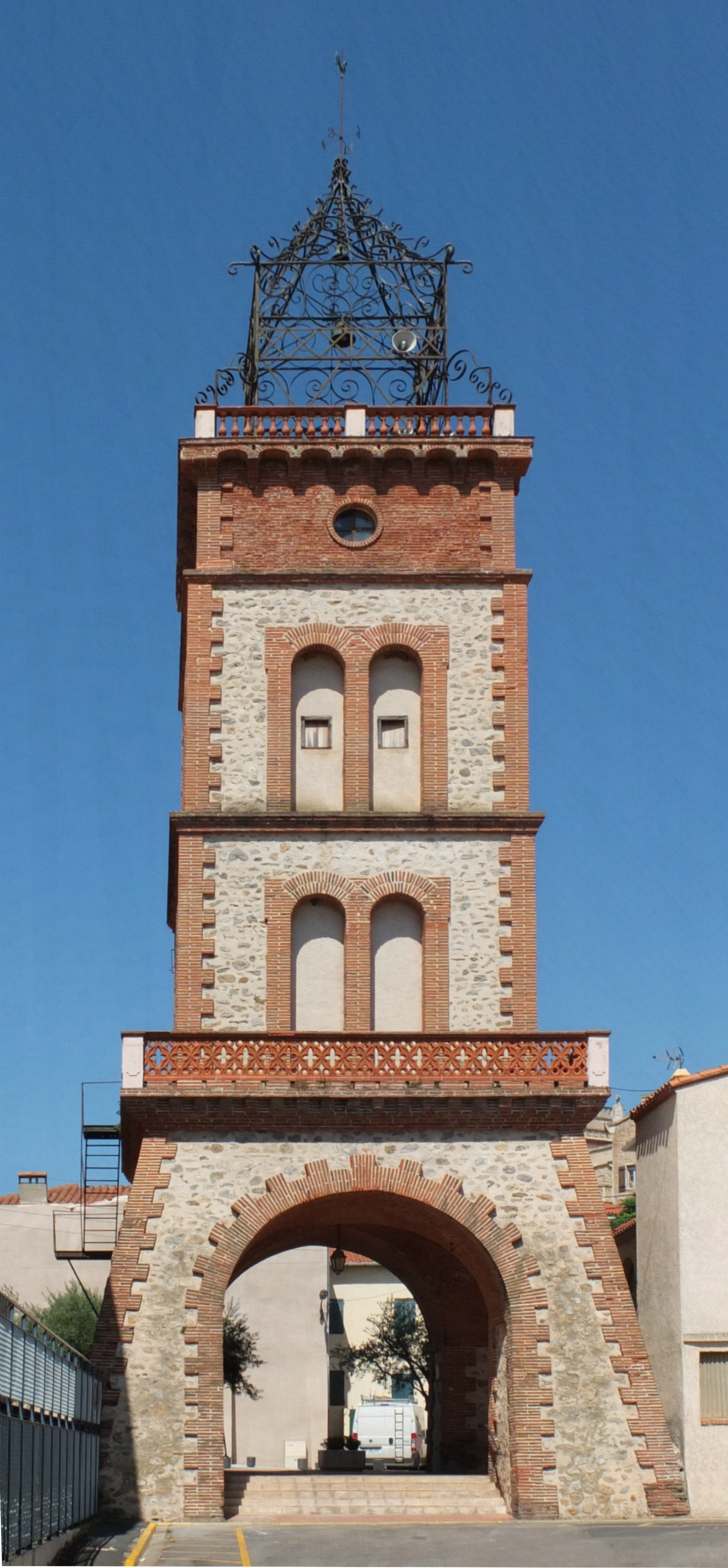
La Tour Eiffel (1898-1900)

### Villa Criag
Prop del torrent del Diluvi, al límit dels termes d'Ortafà i Bages, hi hagué la villa Criag, documentada el 1161. Els templers hi tenien possessions.

### Els masos del terme
Es conserven alguns dels masos tradicionals d'Ortafà: el Casot d'en Meler, el Mas de les Camamilles, el Mas Garcia, el Mas Lafont, el Mas Leduc, anomenat els Jardins d'Ortafà, el Mas Noguers, el Mas Pena, el Mas d'en Pompidor, el Mas Rubiés, el Mas Tubert i el Mas Vila, o Sant Marcel·lí, a part de les tres cases anomenades mesoneta: la Chardonnel, la d'en Joanola i la d'en Papon.

### Hidrònims
Travessa el terme, pel sud, el Tec, i el poble està situat en una zona més accidentada que la major part de la plana del Rosselló. Per això hi ha nombrosos torrents, a Ortafà, aquí anomenats còrrecs: Còrrec de la Clusó, Còrrec de la Colomina d'en Morell, Còrrec de la Minyana, Còrrec de la Partió, Còrrec del Capellà, Còrrec del Diluvi, o el Segon Diluvi, Còrrec de les Colomines, Còrrec del Mas de les Camamilles, Còrrec dels Comuns, Còrrec dels Pujalts i Còrrec d'en Grill, o el Primer Diluvi. El creixement del nucli urbà ha fet que el Còrrec del Farratjal estigui actualment soterrat sota del carrer dels Ametllers.
A part, hi ha diversos canals, recs i agulles, pràcticament tots d'irrigació: Agulla de Jesús Pret, la Derivació del Rec d'Elna, el Pompatge -o el Moteur- del Rec d'Ortafà, la Presa del Rec de Descàrrega, el Rec d'Elna, el Rec d'Ortafà i la Resclosa del Rec d'Elna. Entre els de drenatge hi ha el Rec de Descàrrega. La Resclosa del Rec d'Ortafà és desapareguda.
Els pasos damunt dels uns i dels altres ha generat topònims com el Pas de Cabanes i el Passallís -abans, Pas- del Camí de Palau.

### El terme comunal
Els noms de lloc del territori comunal d'Ortafà estan majoritàriament definits pels cadastres. Una part d'aquests topònims defineixen camps de conreu, horts o prats, com ara l'Avellanosa, el Camp de la Garriga, el Camp de la Llebre, el Camp del Perilloner, el Camp Llarg, o el Camp Llarg d'en Carbonell, el Clot d'en Dallès, els Clots d'en Planes, la Colomina del Prat, la Colomina d'en Morell, les Colomines, els Horts, la Minyana, o Colomina d'en Minyana, les Olivardes, abans l'Olivarda, l'Oliveda, o l'Oliveda d'en Ramon, la Plançonada, la Plantada de Pont Moll (nom antic, ara en desús), el Vinyer de Palau i la Vinyassa. D'altres, no indiquen específicament camps concrets, sinó partides, algunes prenent com a base el nom d'un còrrec o d'un camí, per exemle: els Baixos, els Baixos de Cabanes, les Camamilles, el Camí de Palau, la Carrerassa, les Comelles, o Escomelles, els Comuns, el Còrrec del Capellà, el Còrrec del Farratjal, el Còrrec d'en Grill, les Costes d'en David, la Devesa, el Diluvi, l'Era, les Eres, les Garrigues, o el Comunal, Jesús Pret, els Mollerius, la Partió, o Còrrec de la Partió, el Pedreguer de la Creu, el Pedreguer Llarg, el Piló, Pla de Palau, Planeres, Pica Mosca, la Polleda, Pont Moll, Puig Masseguer, Pujals, el Riberal d'en Jaques, el Romerar, Sant Martí, la Serra, o Serra d'Ortafà, el Serrat Gros, Terrats i la Teuleria.

## Comunicacions

### Carretera
La principal carretera que solca el terme d'Ortafà és la D-40 (D-2, a Paçà - D-612, a Elna), que entra en el terme pel sud-oest, procedent de Brullà, i en surt per l'est, cap a Elna, passant pel centre del poble d'Ortafà. Una segona carretera és la D-8 (D-912, a Vilanova de Raó - Brullà), que entra en el terme d'Ortafà pel nord, procedent de Vilanova de Raó, i en surt pel sud-oest, cap a Brullà. A més, hi ha la D-49 (Bages - Ortafà), que coincideix un tram de traçat amb la D-8; aquesta carretera entra en el terme pel nord, procedent de Bages de Rosselló, i mor en el centre d'Ortafà.
Ortafà dista 15 quilòmetres de Perpinyà, 7 o 7,5 d'Elna, segons per quina carretera, 3,7 de Montescot, 3 de Bages de Rosselló i 12 del Voló.

### Mitjans de transport públic
La línia 460 de la xarxa de transports de viatges Le bus à 1 € és l'única que enllaça Ortafà amb les poblacions veïnes. Va de Perpinyà a Brullà, passant per Pollestres, Bages de Rosselló i Ortafà. Circula de dilluns a dissabte amb quatre serveis diaris en cada direcció, dos al matí i dos a la tarda. Ortafà és, amb aquest mitjà de transport, a uns 40 minuts de Perpinyà, a uns 25 de Pollestres, a uns 10 de Bages i a uns 5 d'Elna.

### Línia de ferrocarril
Per Ortafà travessa la línia de ferrocarril d'Elna a Arles, que és coneguda popularment com el Camí de Ferro. No hi ha estació, a Ortafà, de manera que l'estació més propera és Elna. Tanmateix, no té servei de passatgers.
És una antiga línia ferroviària de la Catalunya Nord que cobria el recorregut Elna - Arles via el Voló. Posada en servei en els anys 1889 i 1898, com a línia de passatgers s'interrompé l'abril del 1939, i el 2015 només en resta operatiu el tram Elna - el Voló, que s'empra per al transport de mercaderies. Depèn del Réseau ferré de France i l'explota la Société nationale des chemins de fer français, SNCF. És de via única, per bé que hom parla de desdoblar el tram el Voló - Elna per tal d'integrar-lo en una línia de mercaderies d'alta intensitat.

### Camins
Al llarg i ample del terme d'Ortafà s'estén una sèrie de camins que constitueixen una extensa xarxa. D'una banda, hi ha els antics camins ara esdevinguts carreteres: la Ruta de Bages, antic Camí de Bages, la Ruta de Bages a Brullà, la Ruta de Brullà, la Ruta d'Elna i la Ruta de Montescot, antic Camí de Montescot. Sense haver esdevingut carreteres, es conserven alguns dels vells camins de comunicació amb els pobles de l'entorn: Camí de Brullà, Camí de Llauró a Elna (antic camí, parcialment desaparegut), Camí de Palau, Camí de la Roca, Camí de les Colomines, abans Camí Vell de Bages, i Camí Vell de Ceret a Elna. D'altres camins existents encara són els de comunicació interna del terme d'Ortafà: Camí de la Devesa, Camí de la Garriga, Camí de la Polleda, Camí de la Serra, Camí de les Camamilles, Camí de les Costes d'en David, Camí dels Horts, Camí del Serrat Gros, Camí dels Mollerius i Camí de Puig Masseguer.

## Economia
L'economia d'Ortafà es fonamenta en el vi: més de la meitat d'hectàrees conreades són de vinya, la major part de la qual es destina a vi de denominació d'origen. S'hi cull una mica de fruita (albercoquers, cirerers i presseguers), i d'hortalisses (enciams, escaroles, productes primerencs, tomàquets, espàrrecs i carxofes, i hi ha una certa dedicació a la ramaderia, sobretot bestiar oví. Ortafà té també una petita fàbrica de teixits de cotó.

## Història

### Prehistòria
Diversos són els llocs on han aparegut vestigis prehistòrics, sobretot neolítics. Diversos coincideixen amb jaciments antics o medievals: a Pujals i als Clots d'en Dallés, principalment. Al Camp Llarg, a la zona nord-occidental del terme, prop del Diluvi, el principal gruix de restes trobades ens remunta al Bronze final, tot i que també n'hi ha de romanes republicanes.

### Història Antiga
En el terme comunal d'Ortafà s'han trobat diversos jaciments, sobretot de l'antigor romana. Així, a la Colomina del Prat, al nord del terme comunal, va ser trobat a les excavacions un important hàbitat que degué ser ocupat entre la República romana i el Baix Imperi. Ocupa uns 1000m² en el cim i el vessant sud-est d'un turonet, amb nombroses mostres de ceràmica, teules i àmfores, la base d'una cisterna, i fins i tot monedes.
A Pica Mosca, també al nord, a prop i al nord-est de l'anterior, també es van trobar restes, que incloïen fragments d'àmfores ibèriques, però l'escàs volum de material no permet deduir si es tractava d'un hàbitat petit, o simplement, d'un enterrament isolat.
A Pujals, al nord-oest del terme, prop del límit amb Bages de Rosselló, es va localitzar un lloc antic, denominat les Fites, amb restes que s'allargassen des del Neolític fins a l'Alta Edat Mitjana. Podria tractar-se d'una necròpolis de finals de l'Antiguitat o començament de l'Alta Edat Mitjana. També hi aparegué un as de Domicià.
Al Puig Masseguer, al nord-oest d'Ortafà, a la part central del terme, va aparèixer una altra gran concentració de materials, en aquest cas dels segles V i VI després de JC, sobreposat a un jaciment del Neolític. Destaquen entre les troballes alguns elements paleocristians.
Al Serrat Gros, al sud-est de Pujals i a l'oest del poble d'Ortafà, es va trobar un altre jaciment a cavall entre l'antigor i l'època medieval: les restes trobades comprenen des de fragments d'àmfores ibèriques i etrusques fins a ceràmiques grises monocromes. Es pot datar entre els segles V i IV abans de la nostra era.
Als Clots d'en Dallès, a prop i a ponent del Serrat Gros, va aparèixer un hàbitat d'època romana republicana que devia existir durant la segona meitat del segle v abans de la nostra era. Al costat n'aparegué un d'anterior, d'època neolítica. A prop i més al nord, al Diluvi, foren també localitzats fragments de ceràmica i d'àmfores de l'època romana republicana.
L'etapa final de l'antiguitat és present en les restes trobades a la Colomina d'en Morell, al nord del terme comunal, que poden anar des del canvi d'era fins a l'Alta Edat Mitjana.
Al Camp de la Llebre,

### Història Medieval
Al segle x, Ortafà apareix en diversos documents, tots ells relacionats amb l'església d'Elna: illos terrados de Ortufan (913), 972, in villa Hortafano (982)... Fins a la primera meitat del segle xii consta en diverses transaccions entre eclesiàstics, però a la segona meitat d'aquest segle es coneix una família, Hortafà o Ortafà, segons els documents, que posseïa terres en aquesta jurisdicció, i arribà a tenir membres seus en càrrecs notables del bisbat d'Elna. Un membre d'aquesta família és el trobador Ponç d'Ortafà (darrer terç del segle xii i primera meitat del XIII).

### Història Moderna
El llinatge Ortafà (sovint, Ortaffa), continua posseint el poble i el seu territori, malgrat que, com és freqüent en el segle xviii entre la petita noblesa catalana, s'absenta del poble i es trasllada a viure a Perpinyà, sovint posseint alhora cases en altres pobles de la contrada, com Alenyà. Conservaren el cognom Ortafà fins al segle xvii, quan el senyoriu passà a la casa occitana de Vivièr de Lançac. Malgrat això, uns Ortafà continuaren residint al Rosselló, i tingueren un paper destacat a l'exèrcit borbònica de la Guerra de Successió i a la Guerra de la Quàdruple Aliança.

## Demografia

### Demografia antiga
La població està expressada en nombre de focs (f) o d'habitants (h)
| 34 f | 19 f | 15 f | 16 f | 6 f | 25 f | 21 f | 23 f | 130 h | 165 h | 38 f | 138 h |

Font: Pélissier 1986

### Demografia contemporània
| Evolució de la població |      |      |      |      |      |      |      |      |
| 1793                    | 1800 | 1806 | 1821 | 1831 | 1836 | 1841 | 1846 | 1851 |
| 137                     | 145  | 160  | 216  | 234  | 240  | 323  | 333  | 335  |

| 1856 | 1861 | 1866 | 1872 | 1876 | 1881 | 1886 | 1891 | 1896 |
| ---- | ---- | ---- | ---- | ---- | ---- | ---- | ---- | ---- |
| 363  | 366  | 387  | 403  | 409  | 483  | 594  | 560  | 592  |

| 1901 | 1906 | 1911 | 1921 | 1926 | 1931 | 1936 | 1946 | 1954 |
| ---- | ---- | ---- | ---- | ---- | ---- | ---- | ---- | ---- |
| 612  | 573  | 605  | 608  | 517  | 551  | 573  | 499  | 512  |

| 1962 | 1968 | 1975 | 1982 | 1990 | 1999 | 2006 | 2008 | 2012 |
| ---- | ---- | ---- | ---- | ---- | ---- | ---- | ---- | ---- |
| 514  | 534  | 606  | 636  | 803  | 1093 | 1261 | 1309 | 1270 |

Fonts: Ldh/EHESS/Cassini fins al 1999, després INSEE a partir deL 2004

### Evolució de la població

Evolució de la població

## Administració i política

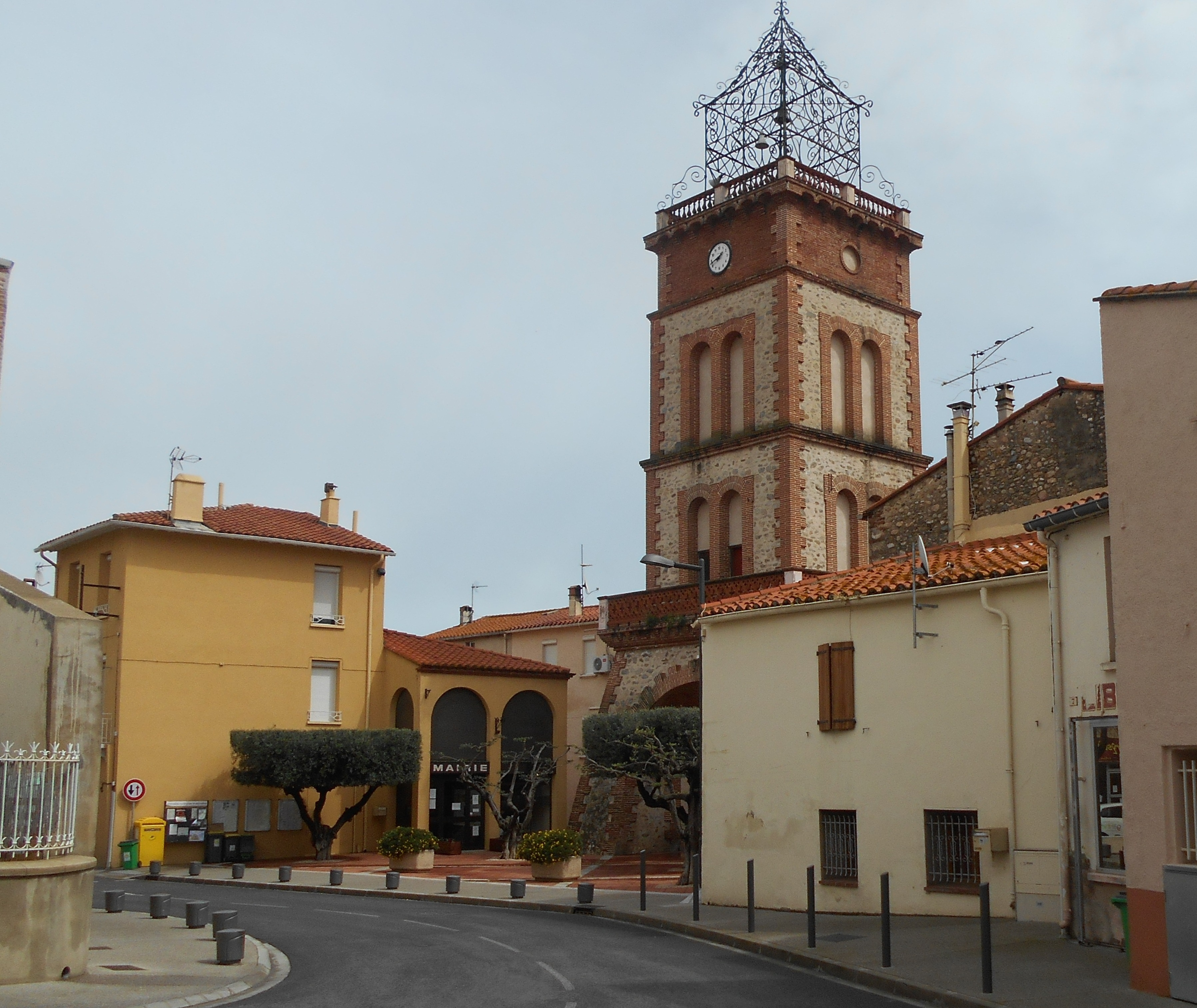
La Casa del Comú i la Torre Eiffel d'Ortafà

### Batlles[11]
| Període                       | Nom         | Opció política                | Comentaris |
| ----------------------------- | ----------- | ----------------------------- | ---------- |
| Març del 2001 – Moment actual | Raymond Pla | Parti radical de gauche (PRG) |            |

### Legislatura 2014 - 2020

#### Batlle
- Raymond Pla. President de totes les comissions.

#### Adjunts al batlle[13]
- 1r: Claude Chapron. Vicepresident de la comissió d'Urbanisme, desenvolupament econòmic i turístic
- 2n: Jacky Mallea. Vicepresident de la comissió d'Entorn i agricultura
- 3r: Julie Ballaneda. Vicepresident de la comissió d'Afers escolars, relacions amb la joventut, esports. Membre de la de Cultura, lleure i relacions amb les associacions. Membre del Centre comunal d'Acció social

#### Consellers municipals
- Mathieu Baiges. Vicepresident de la comissió de Finances. Membre de la comissió de Comunicació i informàtica, de la Cultura, lleure i relacions amb les associacions, de la d'Impostos i de la de Llistes electorals
- Danielle Figueres. Vicepresident de la comissió d'Impostos. Membre de la comissió de Comunicació i informàtica, de la de Cultura, lleure i relacions amb les associacions i de la de Finances
- Jean Tubert. Vicepresident de la comissió de Llistes electorals. Membre de la comissió de Seguretat i de la d'Obres
- Agnès Calls. Vicepresident del Centre comunal d'Acció social. Membre de la comissió d'Afers escolars, relacions amb la joventut i esports, de la de Llistes electorals i de la de Seguretat
- Guy Lafont. Membre de la comissió d'Entorn i agricultura, de la de Finances, de la d'Impostos, de la de Seguretat, de la d'Obres i de la d'Urbanisme, desenvolupament econòmic i turístic
- Anne Dabasse. Vicepresident de la comissió de Comunicació i informàtica. Membre de la comissió d'Impostos i de la d'Urbanisme, desenvolupament econòmic i turístic. Membre del Centre comunal d'Acció social
- Jean Marc Vidal. Vicepresident de la comissió d'Obres. Membre de la comissió d'Afers escolars, relacions amb la joventut i esports, de la de Comunicació i informàtica, de la d'Entorn i agricultura i de la d'Urbanisme, desenvolupament econòmic i turístic
- Nadine Arnoux. Vicepresident de la comissió de Seguretat. Membre de la comissió d'Afers escolars, relacions amb la joventut i esports, de la de Comunicació i informàtica, de la d'Entorn i agricultura, de la de Llistes electorals i de la d'Obres
- Xavier Lougarre. Membre de la comissió d'Afers escolars, relacions amb la joventut i esports, de la de Cultura, lleure i relacions amb les associacions, de la d'Entorn i agricultura, de la de Finances, de la de Seguretat i de la d'Obres
- Lucien Auchere. Membre de la comissió de Finances
- Claire Triay. Membre de la comissió de Cultura, lleure i relacions amb les associacions

### Adscripció cantonal

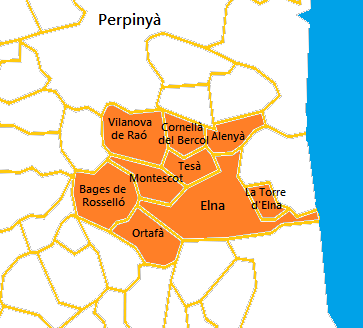
Mapa del Cantó de la Plana d'Illiberis

El 1790 la comuna d'Ortafà fou inclosa en el cantó d'Elna, dins del districte de Perpinyà. El 1801 fou relligada al cantó de Perpinyà-Est, i després integrada en el nou cantó de Perpinyà-III, el 1973. En fou desglossada el 1982 per tal de formar part del recreat Cantó d'Elna.
A les eleccions cantonals del 2015 Ortafà ha estat inclòs en el cantó número 12, denominat La Plana d'Illiberis, amb capitalitat a la ciutat d'Elna i amb els pobles d'Alenyà, Bages, Cornellà del Bercol, Montescot, Ortafà, Tesà, la Torre d'Elna i Vilanova de Raó. Hi han estat escollits com a consellers departamentals Marie-Pierre Sadourny, del Partit Socialista, consellera municipal a l'oposició a Sant Cebrià, i Nicolas Garcia, del Partit Comunista Francès - Front d'esquerres, conseller municipal a l'oposició a Elna.

### Serveis comunals mancomunats
Ortafà forma part de la Comunitat de comunes de les Alberes, Costa Vermella i d'Illiberis, amb capitalitat a Argelers, juntament amb Argelers, Bages de Rosselló, Banyuls de la Marenda, Cervera de la Marenda, Cotlliure, Elna, Montesquiu d'Albera, Ortafà, Palau del Vidre, Portvendres, la Roca d'Albera, Sant Andreu de Sureda, Sant Genís de Fontanes, Sureda i Vilallonga dels Monts.

## Ensenyament i Cultura

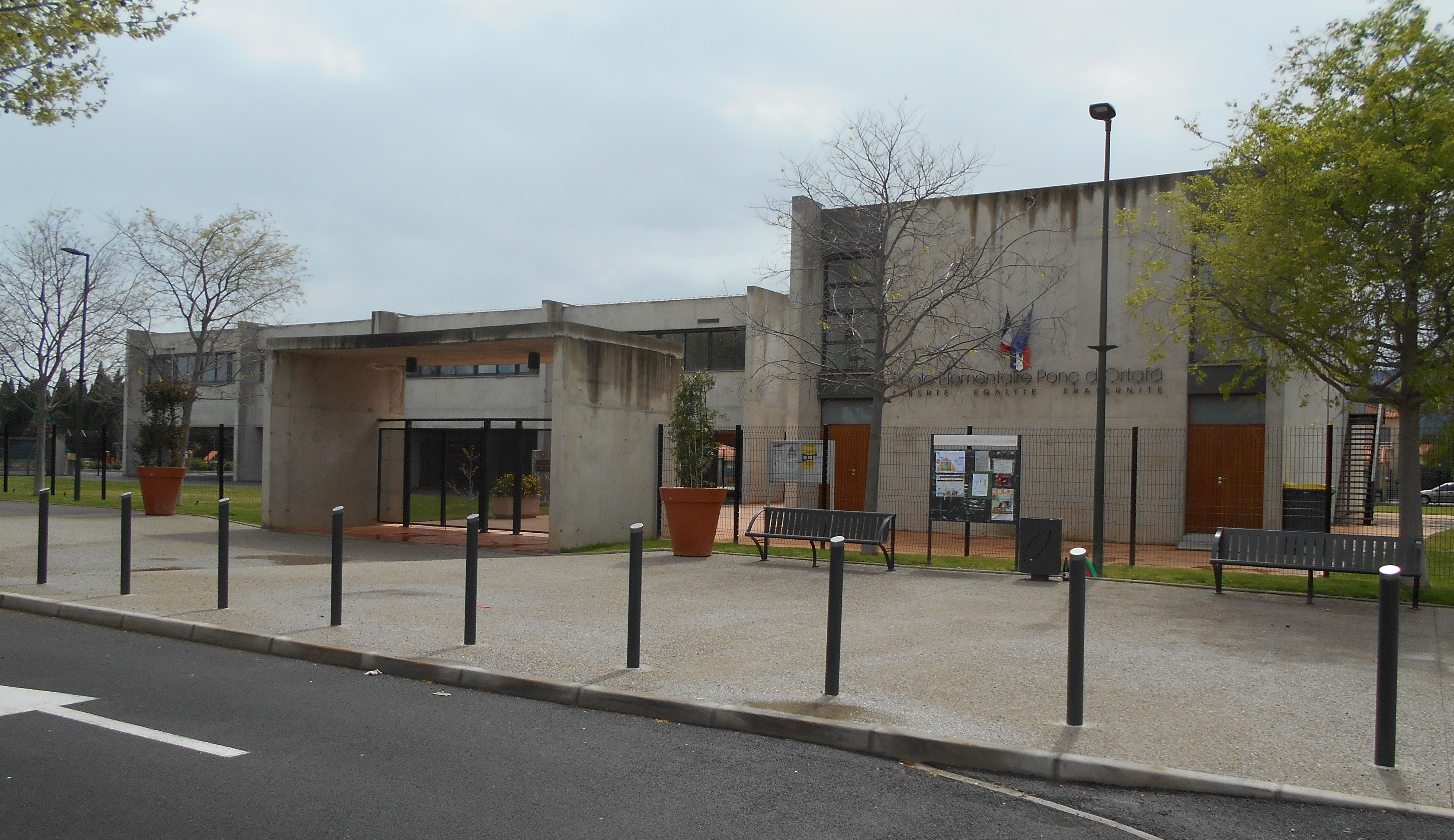
L'Escola Ponç d'Ortafà

Ortafà disposa de dos establiments escolars, tots dos de caràcter públic: l'escola maternal, situada al carrer dels Bolistes, al nord del nucli vell del poble, i l'escola primària Ponç d'Ortafà, actualment entre els carrers de Venècia i de les Violetes, a prop i al sud-est de la Casa del Comú del poble. Per a continuar els seus estudis, les noies i els nois d'Ortafà poden assistir als col·legis d'Argelers de la Marenda, Cabestany, Elna, Perpinyà, Sant Andreu de Sureda o Sant Cebrià de Rosselló, i per tal de cursar el batxillerat, als liceus de Perpinyà, Tesà o Vilallonga dels Monts. A l'edifici de les antigues escoles del poble, al carrer de les Escoles, hi ha actualment la Biblioteca - Mediateca Municipal, que desenvolupa regularment un pla d'animació cultural i forma part d'un consorci que agrupa deu mediateques comunals de la zona. Està gestionada per la Comunitat de Comunes Alberes - Costa Vermella - Illiberis (CCACVI).
Al poble hi ha fins a setze associacions ciutadanes de diferents menes, des de culturals fins a la gestió dels canals de rec comunals, que asseguren una extensa activitat cívica i cultural.

## Monuments destacats

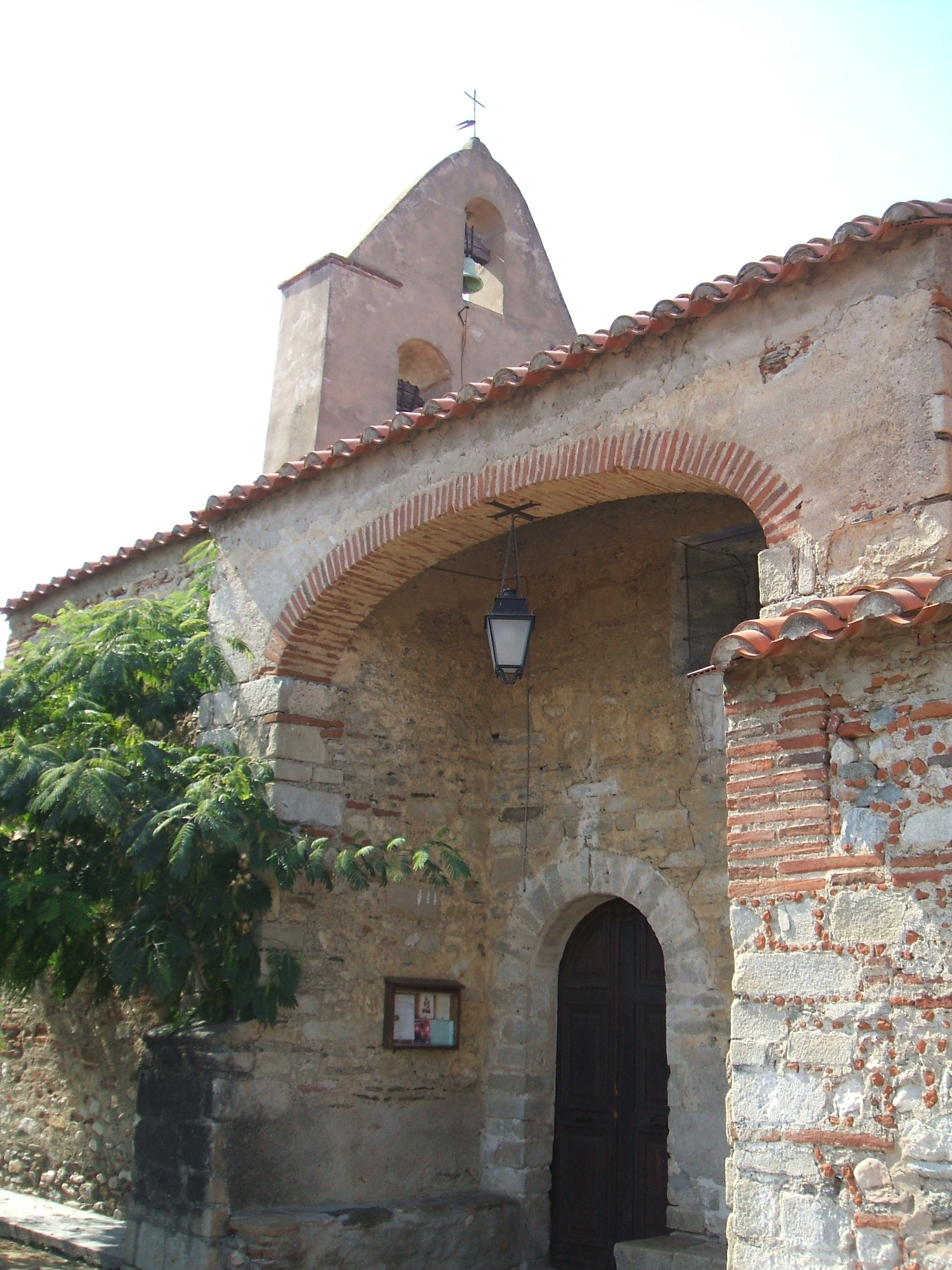
Porxo de la porta principal de l'església, a migdia

- Castell d'Ortafà, castell medieval, actualment molt desfet
- La Torreta, antiga torre de guaita
- Santa Eugènia d'Ortafà, antiga església parroquial, romànica, bé que transformada amb el pas del temps.

## Persones il·lustres d'Ortafà
- Maria Andrea: cantant
- Ponç d'Ortafà: trobador